# 世界博雅學府聯盟
世界文理學府聯盟（英語：Global Liberal Arts Alliance），簡稱GLAA，是一個全球性文理普通大學與學院聯盟，致力透過院校成員之間交流經驗、制定教學相長的課程等途徑，提升博雅教育的國際水平。
世界博雅學府聯盟由28個成員院校組成，遍布全球四大洲15個國家，並由美國13所位於五大湖附近的博雅大專院校組成的「大湖區學院聯盟」（The Great Lakes Colleges Association）管理。

## 成員學校

### 美國
- 丹尼森大學
- 德葩大學
- 凱尼恩學院
- 歐柏林學院
- 俄亥俄衛斯理大學
- 瓦伯西學院
- 伍斯特學院
- 阿爾比恩學院（英语：Albion College）
- 安蒂奧克學院（英语：Antioch College）
- 阿勒格尼學院（英语：Allegheny College）
- 厄勒姆學院（英语：Earlham College）
- 霍普學院
- 卡拉馬祖學院（英语：Kalamazoo College）

### 意大利
- 约翰卡伯特大學（英语：John Cabot University）

### 法國
- 巴黎美國大學

### 希臘
- 美國希臘學院（英语：American College of Greece）

### 保加利亞
- 保加利亞美國大學

### 斯洛伐克
- 布拉提斯娜文理學院（英语：Bratislava International School of Liberal Arts）

### 瑞士
- 瑞士富蘭克林大學（英语：Franklin University Switzerland）

### 香港
- 嶺南大學

### 日本
- 國際基督教大學

### 印度
- 印度FLAME大學（英语：FLAME University）

### 摩洛哥
- 阿可汗旺大學（英语：Al Akhawayn University）

### 埃及
- 埃及美國大學（英语：American University in Cairo）

### 黎巴嫩
- 貝魯特美國大學

### 尼日利亞
- 尼日利亞美國大學（英语：American University of Nigeria）

### 沙地阿拉伯
- 阿法特大學（英语：Effat University）

### 巴基斯坦
- 福曼基督教學院（英语：Forman Christian College）

## 外部連結
- Global Liberal Arts Alliance